# Csanád (prénom)
Csanád est un prénom hongrois masculin.

## Personnalités portant ce prénom
- Csanád Erdély (1996-) joueur professionnel hongrois de hockey sur glace.
- Csanád Gémesi (1986-) escrimeur hongrois
- Csanád Szegedi (1982-) homme politique hongrois.
- Pour l'ensemble des articles sur les personnes portant ce prénom, consulter :
  - la liste des articles dont le titre commence par ce prénom
  - les listes produites par Wikidata : Liste des personnes de prénom « Csanád » — même liste en incluant les éventuels prénoms composés qui contiennent « Csanád ».